# Armada Halleya
Armada Halleya (ang. Halley Armada) – seria sond kosmicznych, których celem był przelot i zbadanie komety Halleya. Cechą tych sond jest wspólny czas przelotu obok komety.

## Sondy wchodzące w skład armady
|    | Sonda                           | Operator         | Rakieta nośna   | Start            | Miejsce startu                                                  | Przelot obok komety | Zakończenie działania                     | Uwagi |
| -- | ------------------------------- | ---------------- | --------------- | ---------------- | --------------------------------------------------------------- | ------------------- | ----------------------------------------- | --- |
| 1. | Giotto                          | ESA              | Ariane 1        | 2 lipca 1985     | Gujańskie Centrum Kosmiczne (Kourou, Gujana Francuska)          | 14 marca 1986       | 23 lipca 1992                             | Jako pierwsza dostarczyła kolorowe zdjęcia jądra komety                                                                                           |
| 2. | Wega 1                          | ZSRR, Francja    | Proton K/Blok D | 15 grudnia 1984  | Bajkonur (Töretam, Kazachska SRR)                               | 6 marca 1986        | 30 stycznia 1987                          | Misja zakładała przelot i odłączenie lądownika na orbicie Wenus, a następnie manewr asysty grawitacyjnej obok Wenus i przelot obok komety Halleya |
| 3. | Wega 2                          | ZSRR, Francja    | Proton K/Blok D | 21 grudnia 1984  | Bajkonur (Töretam, Kazachska SRR)                               | 9 marca 1986        | 24 marca 1987                             | Cel ten sam co sondy Wega 1 |
| 4. | Sakigake                        | ISAS (dziś JAXA) | M-S3II          | 7 stycznia 1985  | Centrum Kosmiczne Uchinoura (Kimotsuki, Japonia)                | 11 marca 1986       | 15 listopada 1995                         | Brak instrumentów wizyjnych, przelot na dużej odległości                                                                                          |
| 5. | Suisei                          | ISAS             | M-S3II          | 18 sierpnia 1985 | Centrum Kosmiczne Uchinoura (Kimotsuki, Japonia)                | 8 marca 1986        | 20 sierpnia 1992                          | Bliźniacza wersja sondy Sakigake posiadająca instrumenty wizyjne                                                                                  |
| 6. | International Cometary Explorer | NASA             | Delta 2914      | 12 sierpnia 1978 | Baza Sił Powietrznych USA na przylądku Canaveral (Floryda, USA) | 28 marca 1986       | – (wyłączony w 1997, reaktywowany w 2008) | Najodleglejszy przelot obok komety Halleya |

## Inne sposoby obserwacji komety Halleya
Sprzęt potrzebny do zbadania komety Halleya posiadały również sondy Pioneer 7 i Pioneer Venus 1.
Wyniki obserwacji komety dokonywanych przez załogę statku Sojuz T-15, będącego pierwszym pojazdem załogowym dokującym do stacji Mir, są nieznane.
Badania komety Halleya miały być dokonywane również na pokładzie wahadłowca Challenger podczas misji STS-51-L i STS-61E. Podczas drugiej misji miała zostać użyta specjalna platforma astronomiczna, jednak wskutek katastrofy promu w 1986 misję STS-61E anulowano.